# Holtensen (Wennigsen)

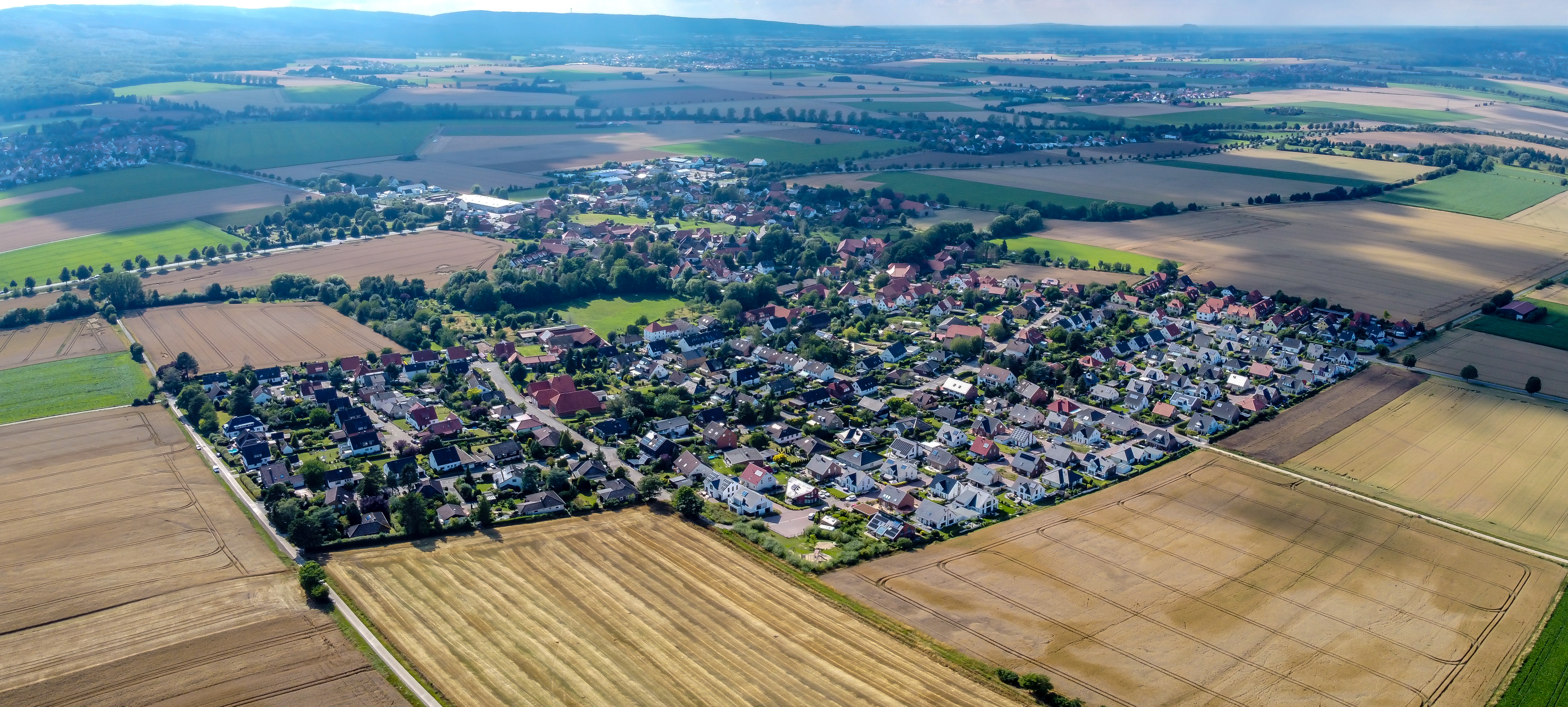
Holtensen als Luftbild von Süd-Osten

Holtensen ist eine Ortschaft der Gemeinde Wennigsen (Deister) in der Region Hannover.

## Lage
Holtensen liegt innerhalb des Calenberger Landes eingebettet im Naturraum Calenberger Lössbörde zwischen Deister, Süllberg und dem Vörier Berg. Die Holtensen umgebende Gemarkung ist im Südwesten Teil des Landschaftsschutzgebietes LSG H51. Großflächige Renaturierungsmaßnahmen des Landkreises Hannover haben zur Wiederbegrünung alter Tonkuhlen südlich des Vörierer Berges geführt.

## Geschichte

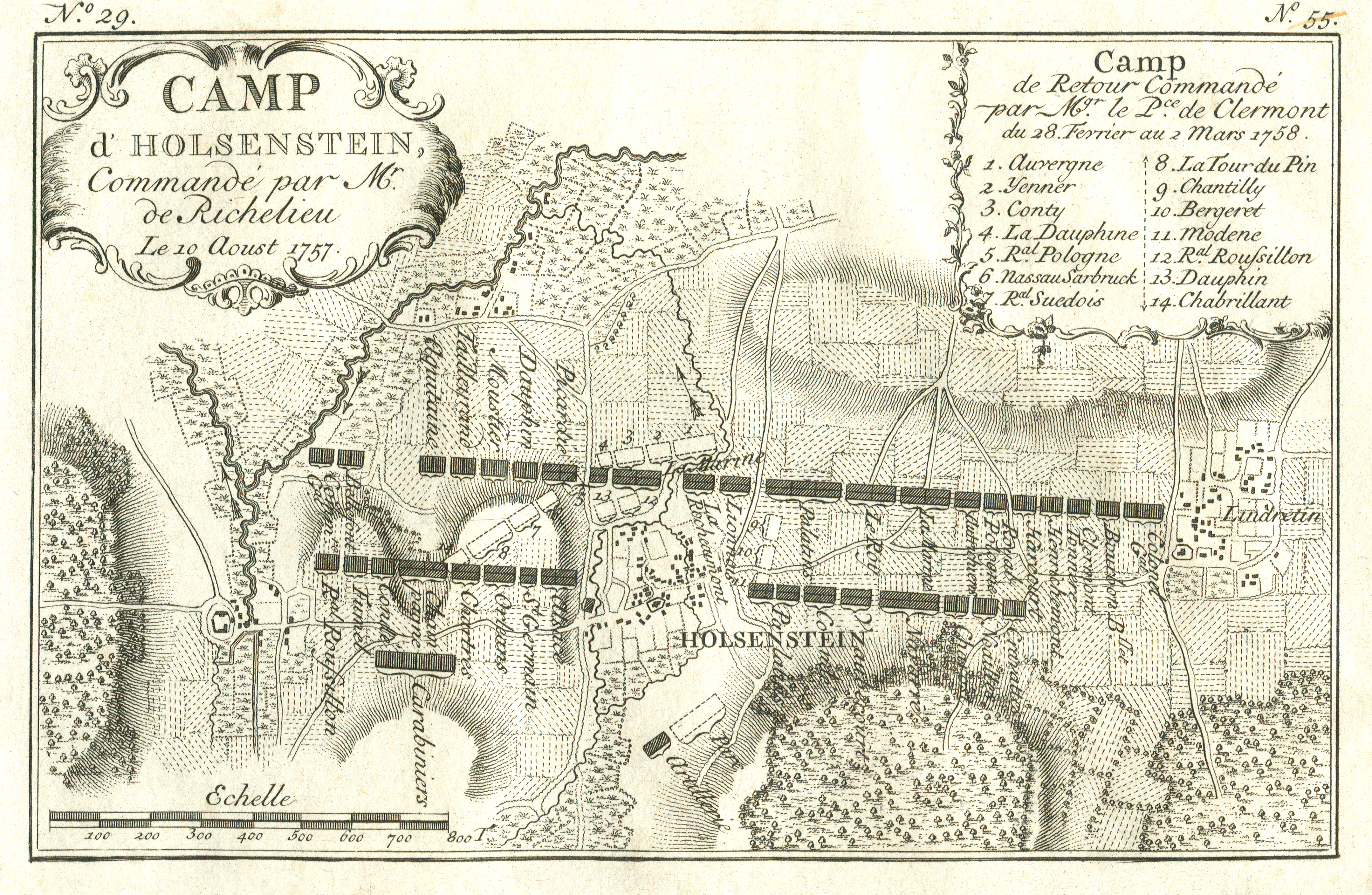
Während des Siebenjährigen Krieges: Karte (mit Bredenbeck und Linderte) vom Lager der französischen Truppen unter Richelieu und Clermont bei Holtensen 1757 und 1758; Kupferstich von Jakobus van der Schley

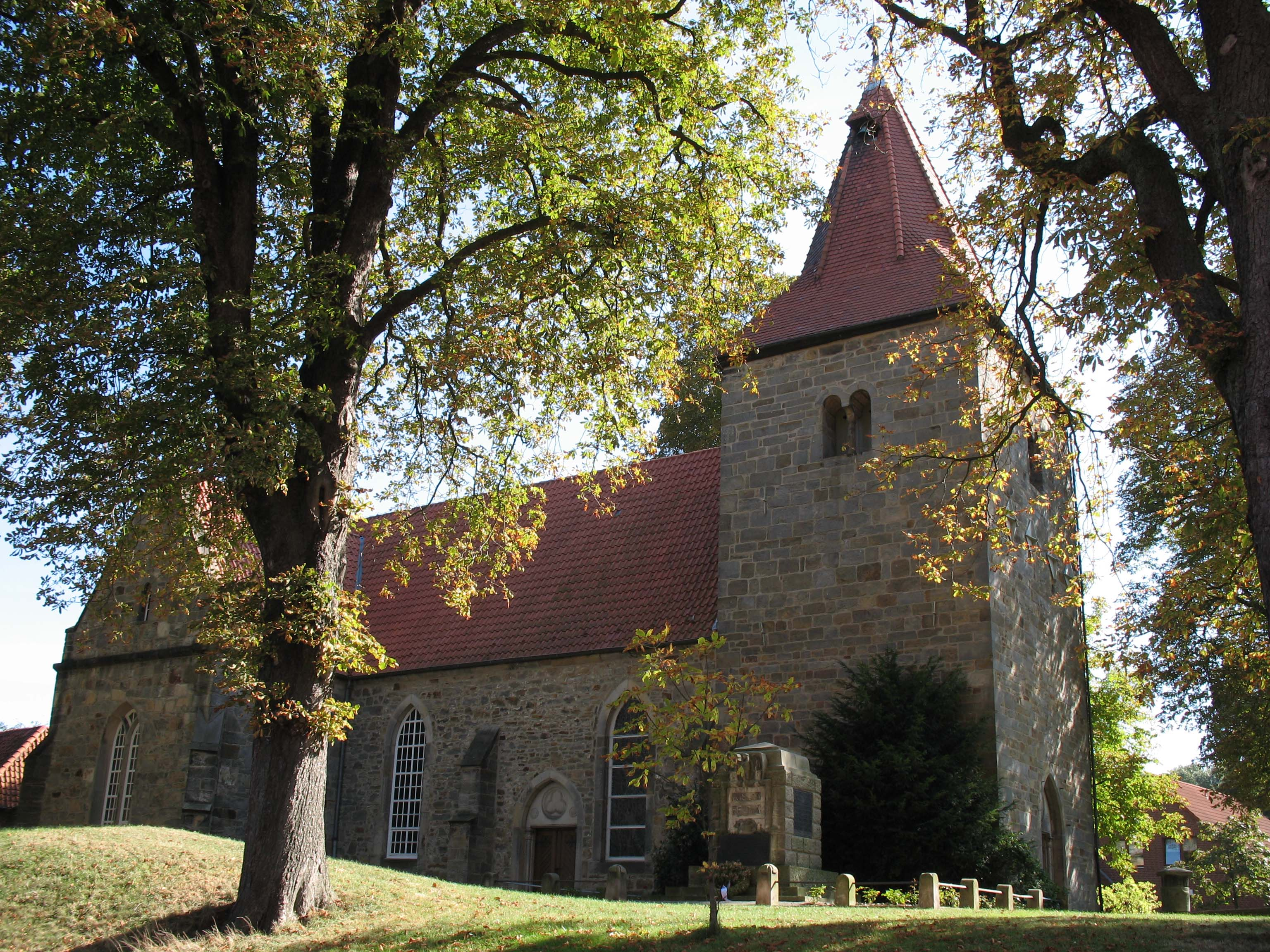
Die Kirche in Holtensen

### Ortsgründung
Holtensen wurde wahrscheinlich in der Rodungszeit zwischen 500 und 800 n. Chr. gegründet. Die erste urkundliche Erwähnung war im Jahr 1226, damals noch als „Holthusen“, was vermutlich auf ein Dorf im Wald (Hus am Holte – Haus am Holze) hinweist. Grundherren waren damals die Edelherren Konrad und Dietrich „von Spole“. Deshalb hieß der Ort früher auch „Spolholtensen“. Sie waren Lehensträger des Herzogs von Sachsen, später wurden sie in einer Urkunde aus 1246 als Lehensträger des Herzogs von Braunschweig angeführt. Allerdings wurde bereits im Jahre 1120 die Kirche des Dorfes, die dem heiligen Georg geweiht war, urkundlich erwähnt. Diese wurde dann 1329 als Pfarrkirche für die umliegenden Dörfer Evestorf und Bredenbeck sowie die später wüst gefallenen Dörfer Wennigerode (Wennigrehr) und Sattendorpe (Sattendorf) eingerichtet.

### Neuzeit
Im Siebenjährigen Krieg beherbergte Holtensen nach der Schlacht von Hastenbeck die Französische Armee unter Marschall Richelieu. Ein Heerlager, das von Bredenbeck bis Linderte reichte, wurde am 10. August 1757 aufgeschlagen. Rund 40.000 Mann haben dort campiert, bevor sie das kampflos übergebene Hannover plünderten. Der älteste publizierte Ortsplan geht auf die Lagepläne der Franzosen zurück.

### Heinrich Basse und das Holtenser Gewerbe
Zu Beginn des 20. Jahrhunderts erlebte Holtensen einen wirtschaftlichen Aufschwung, der sich auch auf die umliegenden Ortschaften auswirkte. Basis waren Mühle, Sägewerk und Fabrik, die der Unternehmer Heinrich Basse aufgebaut hatte. Die am Ortsausgang nach Bredenbeck gelegenen Gewerbebetriebe wurden von den Holtensern als „Bassedorf“ bezeichnet, was für ihre Größe und Eigenständigkeit stand. Das 1895–1900 gebaute Sägewerk brachte Basse zur Erfindung zahlreicher Patente auf Basis eines von ihm patentierten Sperrholzes. Dazu gehörte eine elastische Husarenlanze und ab 1910 ein aus querverleimtem Sperrholz gefertigter Flugzeugpropeller, der höhere Drehzahlen erlaubte als die bis dahin üblichen Massivholzpropeller. Die Erfindungen machten ihn zum Lieferanten der Preußischen Armee und der Königlich-Preußischen Fliegertruppe. Aufgrund dieser Stellung und zur besseren Vermarktung der Mühlenerzeugnisse eröffnete er eine Großbäckerei mit einem von ihm patentierten Brot (Patentiertes Bassenbrot, eine Art des Kommissbrotes), die die Kasernen in Hannover belieferte. Die erhaltene Mühle (jetzt Wohnhaus) sowie eine Scheune, in der die Katholische Kirche untergebracht ist, zeugen davon. Aufgrund seiner Stellung als Staatslieferant konnte Basse bei den Preußischen Staatseisenbahnen die Einrichtung eines Bahnhofes an der nach Hameln führenden Bahnstrecke Hannover–Altenbeken erwirken, Vorläufer des heutigen S-Bahn-Haltepunkts „Holtensen/Linderte“. Das Gesuch erfolgte 1901, nachdem die Bahnstrecke nach Hameln bereits 30 Jahre in Betrieb war. Eröffnet wurde der Haltepunkt am 1. Juni 1906. Täglich rollten bis zu 40 Pritschengefährte mit Waren von Basse zur Station.

### Zweiter Weltkrieg
Holtensen zählte zum südlichen Luftverteidigungsring um Hannover. Flak- und Beleuchtungsstellungen standen auf einer Anhöhe vor Vörie sowie auf dem Süllberg. Am 9. Oktober 1943 schoss ein deutscher Nachtjäger einen Bomber der Royal Canadian Air Force vom Typ Vickers Wellington ab, der auf die Kirche stürzte. Fünf kanadische Soldaten kamen zu Tode. Kirchendach und -fenster wurden stark beschädigt. An der Einschlagstelle wurde ein Bunker errichtet, der bis heute existiert, jedoch verschlossen ist. Zum Gedenken der Toten der beiden Weltkriege steht ein Denkmal an der Kirche.

### 21. Jahrhundert

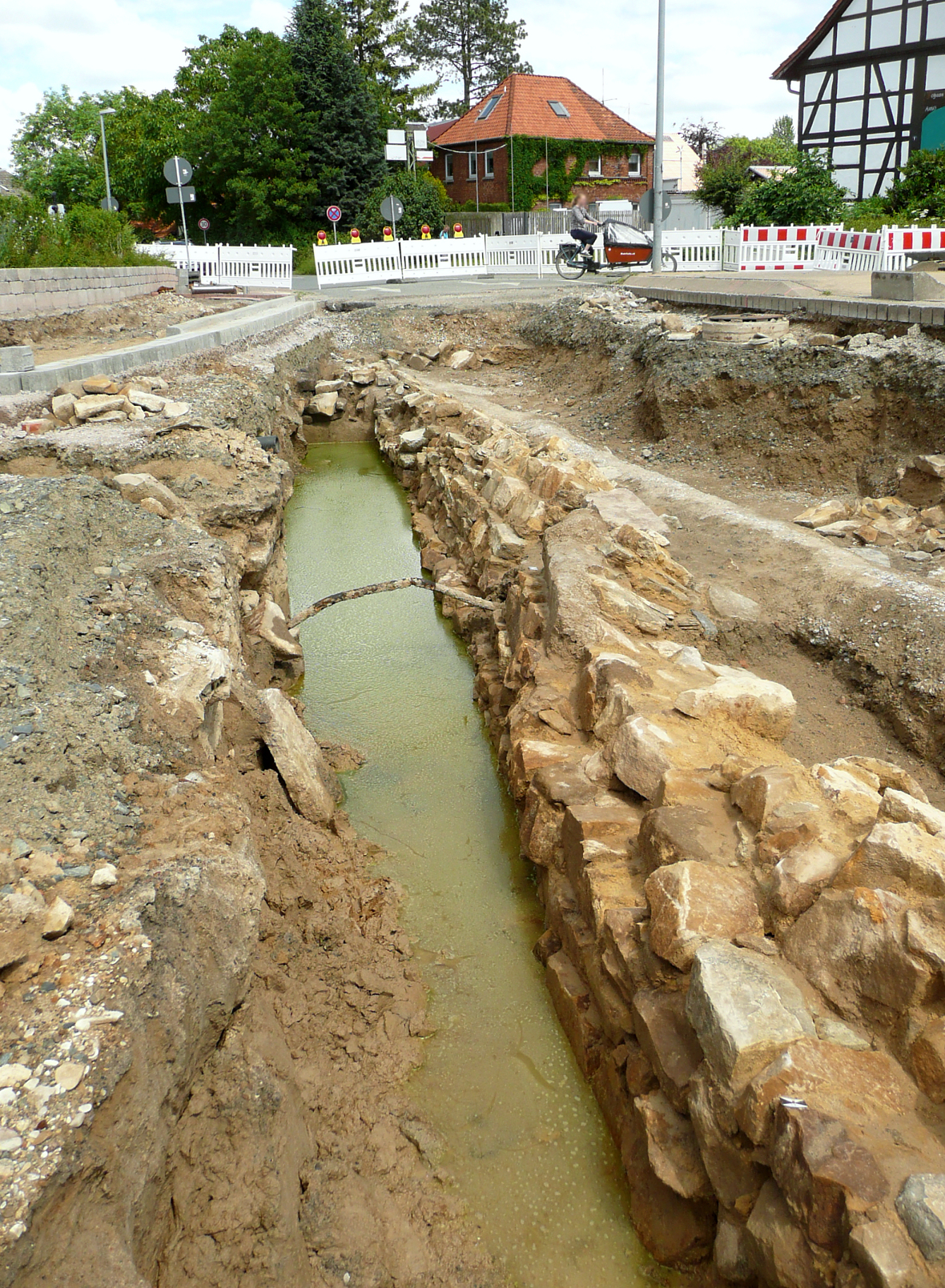
Fund von historischem Mauerwerk in der Linderter Straße vor der B 217

Im Jahr 2024 wurde im Ort bei Straßenbauarbeiten an der Bundesstraße 217 neben einem Weg oder Wegeunterbau altes Mauerwerk im Untergrund gefunden. Es handelte sich um ein rund 20 Meter langes Mauerstück aus Natursteinen, das von Archäologen untersucht wurde. Der Ortsbürgermeister äußerte die Theorie, dass es sich um einen früheren Fluchttunnel zwischen dem Rittergut Bredenbeck und dem nicht mehr bestehenden Rittergut in Holtensen gehandelt haben könnte, der aus der mündlichen Überlieferung bekannt ist und auf den es Hinweise in der Dorfchronik gibt. Nach Einschätzung der Unteren Denkmalschutzbehörde der Region Hannover handelt es bei dem Mauerwerk um Reste eines überwölbten Kanals aus der Zeit um 1770, als die Hamelner Chaussee als Vorläufer der heutigen Bundesstraße entstanden ist. Die Kurhannoversche Landesaufnahme von 1783 zeigt den Straßenverlauf der Hamelner Chaussee durch Holtensen, wo im Bereich des Fundortes steinerne Strukturen einer Brücke dargestellt sind. Darüber hinaus ist für Holtensen ein „Barrierhaus“ überliefert, an dem Wegzoll für die Benutzung der Chaussee erhoben wurde.

### Eingemeindung
Im Rahmen der Gebietsreform wurde Holtensen – bis dahin amtlich als Holtensen bei Weetzen bezeichnet – Teil der Gemeinde Wennigsen (Deister). Die Eingemeindung erfolgte durch Beschluss des Wennigsen-Gesetzes durch den Niedersächsischen Landtag zum 1. Januar 1970.
Zur Unterscheidung der sechs Ortschaften in Südniedersachsen mit dem Namen Holtensen wird der Ort landläufig auch Pottholtensen genannt.

## Religion
Die evangelische Kirche bildet eine eigene Kirchengemeinde, die Holtensen, Bredenbeck und Evestorf umfasst. Sie gehört zum Kirchenkreis Ronnenberg. Kernort der Kirchengemeinde ist die historische Holtenser Kirche an der Linderter Straße. Diese ist ein Baudenkmal und beherbergt z. B. das traditionelle Kronsberger Krippenspiel, das in Holtensen alljährlich aufgeführt wird. Zur Kirchengemeinde gehört in Holtensen auch der Friedhof, er wurde um 1850 eingerichtet.

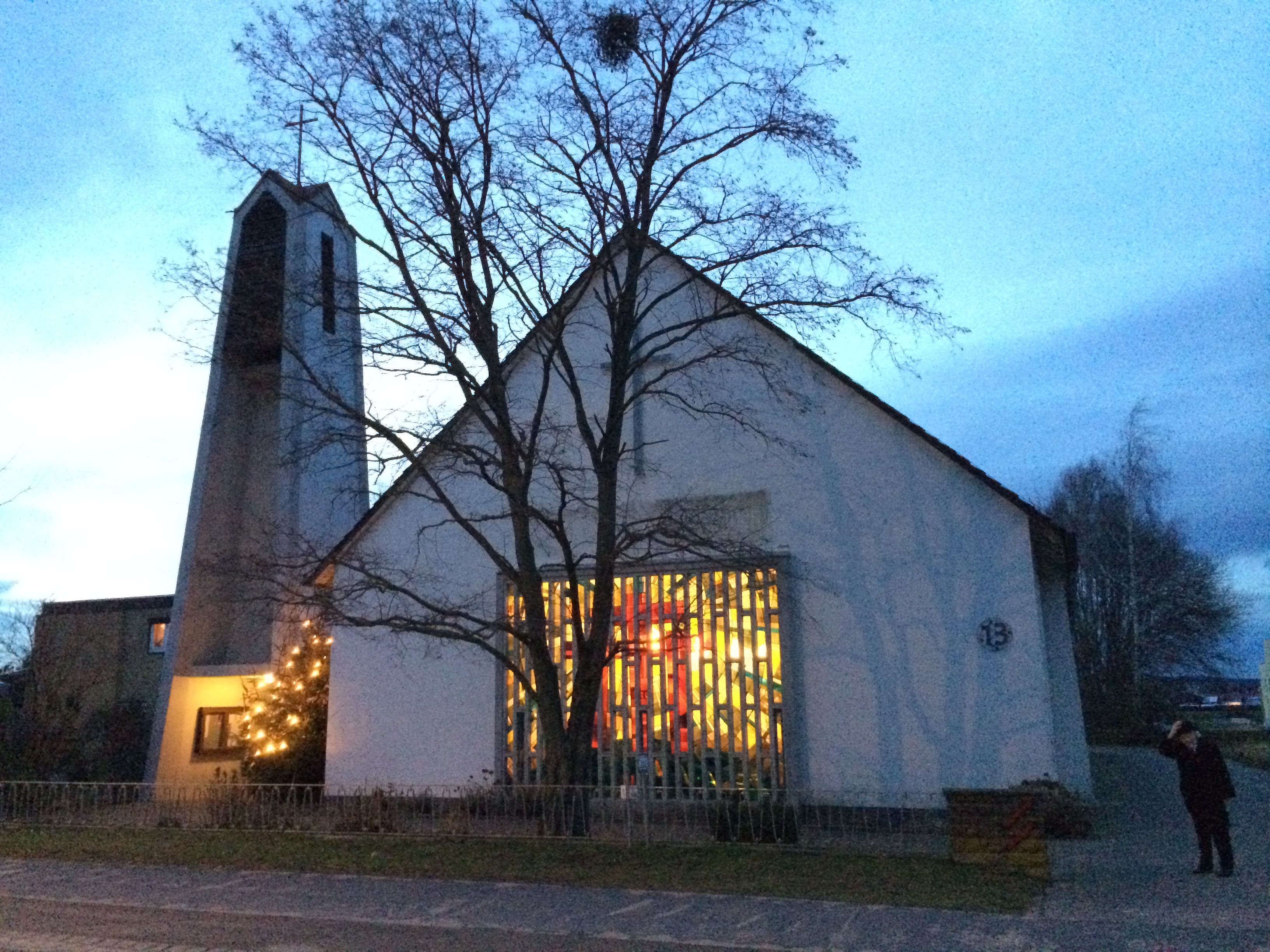
St. Christophorus

Die katholische St.-Christophorus-Kirche befand sich auf dem Areal der ehemaligen Basse’schen Mühlen, sie entstand 1962 durch Umbau einer Scheune und wurde 2014 wieder geschlossen. Die Kirche gehörte zuletzt zur Pfarrgemeinde St. Bonifatius mit Sitz in Gehrden und ist heute Ausstellungsraum eines Nähmaschinenunternehmens.

## Politik
Holtensen hat einen Ortsrat mit sechs Mitgliedern, wobei 5 stimmberechtigt sind.
Ortsbürgermeister ist Wilhelm Subke.

### Wappen
Das Wappen zeigt zweigeteilt oben auf Rot einen goldenen Löwen, unten auf Silber einen roten Kessel. Dieser symbolisiert Holtensens Ursprung als Töpferdorf.

## Wirtschaft und Infrastruktur

### Unternehmen
Holtensen verfügt über ein Gewerbegebiet an der B 217. Dieses ist das zweitgrößte in der Gemeinde Wennigsen. Dort sind Einzelhandel, Nahrungs- und Genussmittelgewerbe sowie klein- und mittelständische Betriebe angesiedelt. Eine Erweiterung des Gewerbegebietes um fünf Hektar nach Westen ist im kommunalen Flächennutzungsplan vorgesehen.
In Holtensen auf dem Vörier Berg wurden seinerzeit als Versuchsanlage um 1985 die ersten kommerziell betriebenen Windenergieanlagen im niedersächsischen Binnenland errichtet.

### Örtliche Einrichtungen

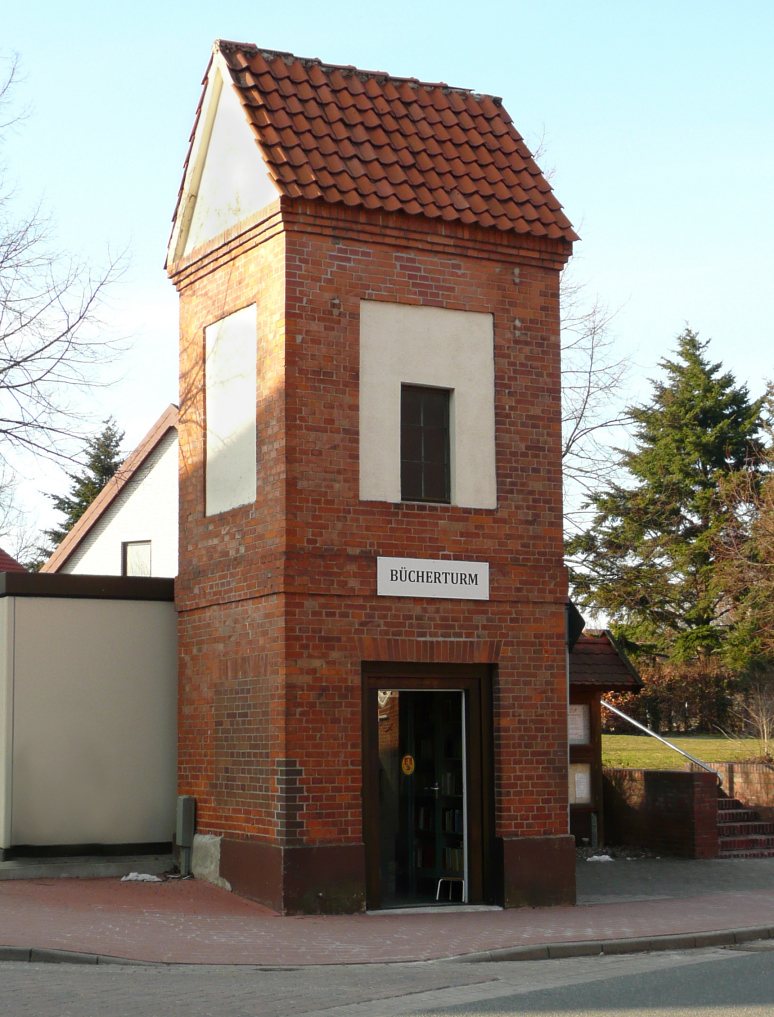
Bücherturm als öffentlicher Bücherschrank

- Im Ortskern ist ein kommunaler Kindergarten vorhanden.
- Ein Trägerverein betreibt das örtliche Dorfgemeinschaftshaus, das zahlreichen Vereinen als Anlaufstätte dient.
- Bücherturm als öffentlicher Bücherschrank in einem historischen Trafoturm, betrieben vom Dorfgemeinschaftsverein.
- Die Dorfgemeinschaft unterhält einen landschaftlichen Erkundungspfad, die Doppel-Acht, der im Zuge der Gartenregion Hannover 2009 angelegt wurde.
- Der Holtenser Sportverein verfügt über einen Sportplatz.

### Verkehr

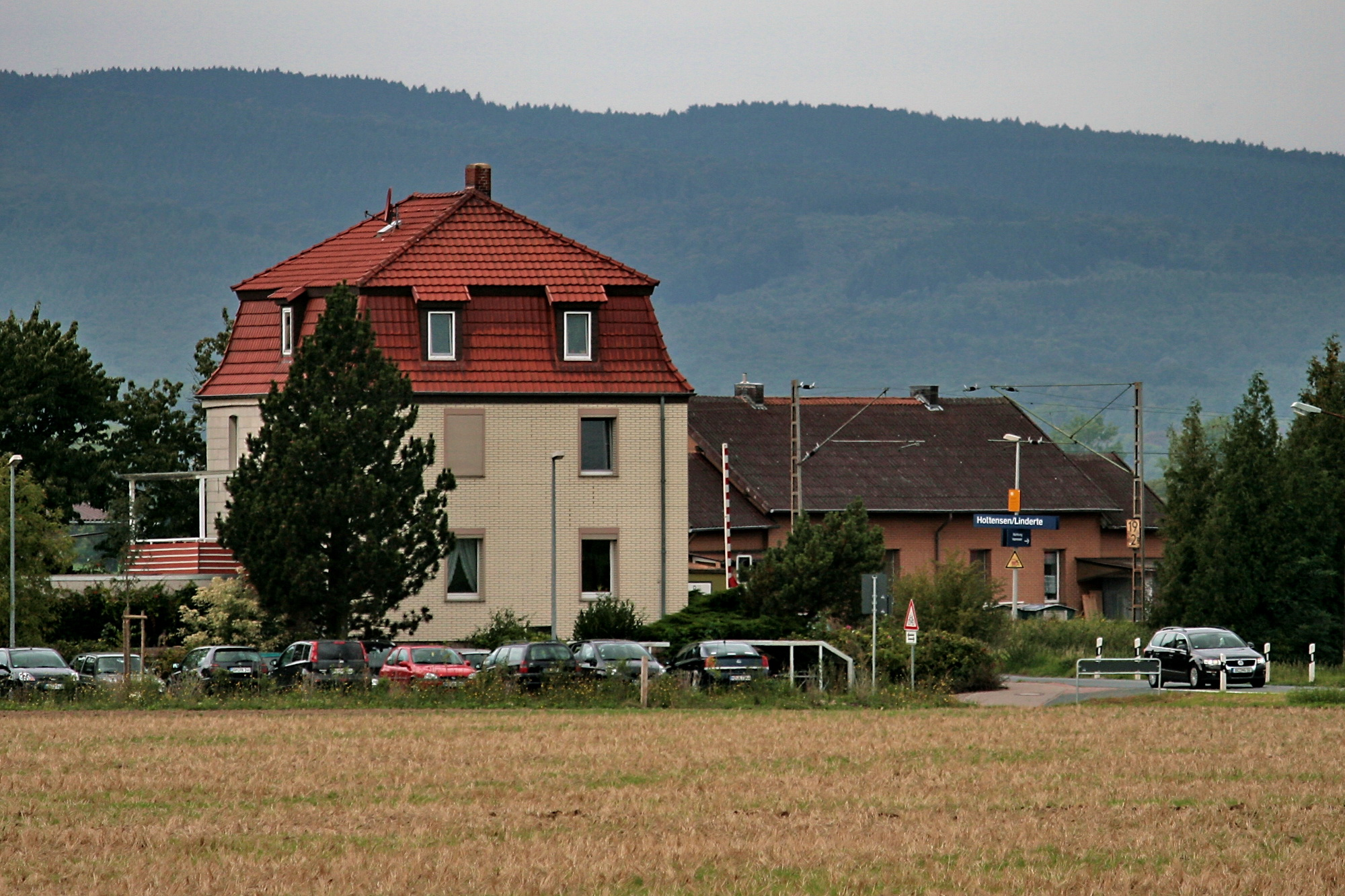
S-Bahnhaltepunkt Holtensen/Linderte

Die Bundesstraße 217 verläuft durch den Ort. Die an der Bahnstrecke Hannover–Altenbeken befindliche S-Bahn-Station Holtensen/Linderte wird von der Linie S 5 (Paderborn Hbf – Hameln – Hannover Hbf – Hannover Flughafen) im 30-Minuten-Takt bedient.
| Linie | Verlauf | Takt |
| ----- | --- | --- |
| S 5   | Paderborn Hbf – Altenbeken – Steinheim (Westf) – Schieder – Lügde – Bad Pyrmont – Emmerthal – Hameln – Bad Münder (Deister) – Springe – Völksen/Eldagsen – Bennigsen – Holtensen/Linderte – Weetzen – Hannover-Linden/Fischerhof – Hannover Bismarckstraße – Hannover Hbf – Hannover-Nordstadt – Hannover-Ledeburg – Hannover-Vinnhorst – Langenhagen Mitte – Langenhagen Pferdemarkt – Hannover Flughafen Stand: Fahrplanwechsel Juni 2022 | 60 min 30/60 min (Bad Pyrmont–Hameln) 30 min (Hameln–Hannover Hbf werktags) 30 min (Hannover Hbf–Flughafen) |

## Kultur und Sehenswürdigkeiten
Holtensen nimmt an der Aktion „Gartenregion Hannover“ mit einem Naturerlebnispfad teil.

### Baudenkmäler
- Liste der Baudenkmale in Holtensen

## Persönlichkeiten
- Heinrich Basse (1853–1938), Unternehmer und Erfinder in Holtensen
- Friedrich Kreimeyer (1945–2010) war 25 Jahre lang Ortsbürgermeister und hat den Ort Holtensen maßgeblich geprägt
- Christoph Meineke (* 1979), Bürgermeister der Gemeinde Wennigsen (Deister), aufgewachsen in Holtensen